# Oxalis zamorana
Oxalis zamorana är en harsyreväxtart som beskrevs av A. Lourteig. Oxalis zamorana ingår i släktet oxalisar, och familjen harsyreväxter. Inga underarter finns listade i Catalogue of Life.